# Hugues II de Bouville
Pour les articles homonymes, voir Bouville.
Hugues II de Bouville (1240-1304), chevalier et chambellan du roi de France Philippe le Bel.

Armes de Bouville

Dans sa jeunesse, il épouse Ne de Milly, fille de Godefroy II de Milly et d'Éléonore de Sancerre.
En 1282, il se remarie avec Marie de Chambly, fille d'Oudart de Chambly.
En 1286, il reçoit du roi de France le fief de Milly-en-Gâtinais. Le roi élève le domaine en seigneurie, châtellenie, et en baronnie-pairie. Hugues II de Bouville devient seigneur de Milly et pair de France.
En 1291, il fait construire le château de Farcheville à Bouville.
Il prit Enguerrand de Marigny comme écuyer.
De son second mariage avec Marie de Chambly, il aura neuf enfants :
- Jean IV de Bouville (seigneur de Milly et chambellan du roi Philippe IV de France) ;
- Hugues III de Bouville (chevalier et seigneur de Bouville, chambellan des rois Philippe IV de France et Louis X de France) ;
- Oudart de Bouville (mort jeune) ;
- Guyot de Bouville (mort jeune) ;
- Laurette de Bouville (morte jeune) ;
- Jean de Bouville, dit de Navarre (seigneur d'Achères-la-Forêt) ;
- Isabeau de Bouville (dame de Bouville) mariée Jean d'Ormoy, seigneur de Villiers ;
- Jeanne de Bouville (dame de Romefort), mariée en juin 1309 à Jean de Culan, fils de Renoul de Culan, seigneur de Culan et de Châteauneuf-sur-Cher ;
- Marguerite de Bouville (religieuse à Poissy).

Il meurt le 18 août 1304 à la bataille de Mons-en-Pévèle.